# Vision pénétrante
 (mai 2025).
La mise en forme du texte ne suit pas les recommandations de Wikipédia : il faut le « wikifier ».
Les points d'amélioration suivants sont les cas les plus fréquents :
- Les titres sont pré-formatés par le logiciel. Ils ne sont ni en capitales, ni en gras.
- Le texte ne doit pas être écrit en capitales (les noms de famille non plus), ni en gras, ni en italique, ni en « petit »…
- Le gras n'est utilisé que pour surligner le titre de l'article dans l'introduction, une seule fois.
- L'italique est rarement utilisé : mots en langue étrangère, titres d'œuvres, noms de bateaux, etc.
- Les citations ne sont pas en italique mais en corps de texte normal. Elles sont entourées par des guillemets français : « et ».
- Les listes à puces sont à éviter, des paragraphes rédigés étant largement préférés. Les tableaux sont à réserver à la présentation de données structurées (résultats, etc.).
- Les appels de note de bas de page (petits chiffres en exposant, introduits par l'outil «  Source ») sont à placer entre la fin de phrase et le point final[comme ça].
- Les liens internes (vers d'autres articles de Wikipédia) sont à choisir avec parcimonie. Créez des liens vers des articles approfondissant le sujet. Les termes génériques sans rapport avec le sujet sont à éviter, ainsi que les répétitions de liens vers un même terme.
- Les liens externes sont à placer uniquement dans une section « Liens externes », à la fin de l'article. Ces liens sont à choisir avec parcimonie suivant les règles définies. Si un lien sert de source à l'article, son insertion dans le texte est à faire par les notes de bas de page.
- La présentation des références doit suivre les conventions bibliographiques. Il est recommandé d'utiliser les modèles {{Ouvrage}}, {{Chapitre}}, {{Article}}, {{Lien web}} et/ou {{Bibliographie}}. Le mode d'édition visuel peut mettre en forme automatiquement les références.
- Insérer une infobox (cadre d'informations à droite) n'est pas obligatoire pour parachever la mise en page.

Pour une aide détaillée, merci de consulter Aide:Wikification.
Si vous pensez que ces points ont été résolus, vous pouvez retirer ce bandeau et améliorer la mise en forme d'un autre article.

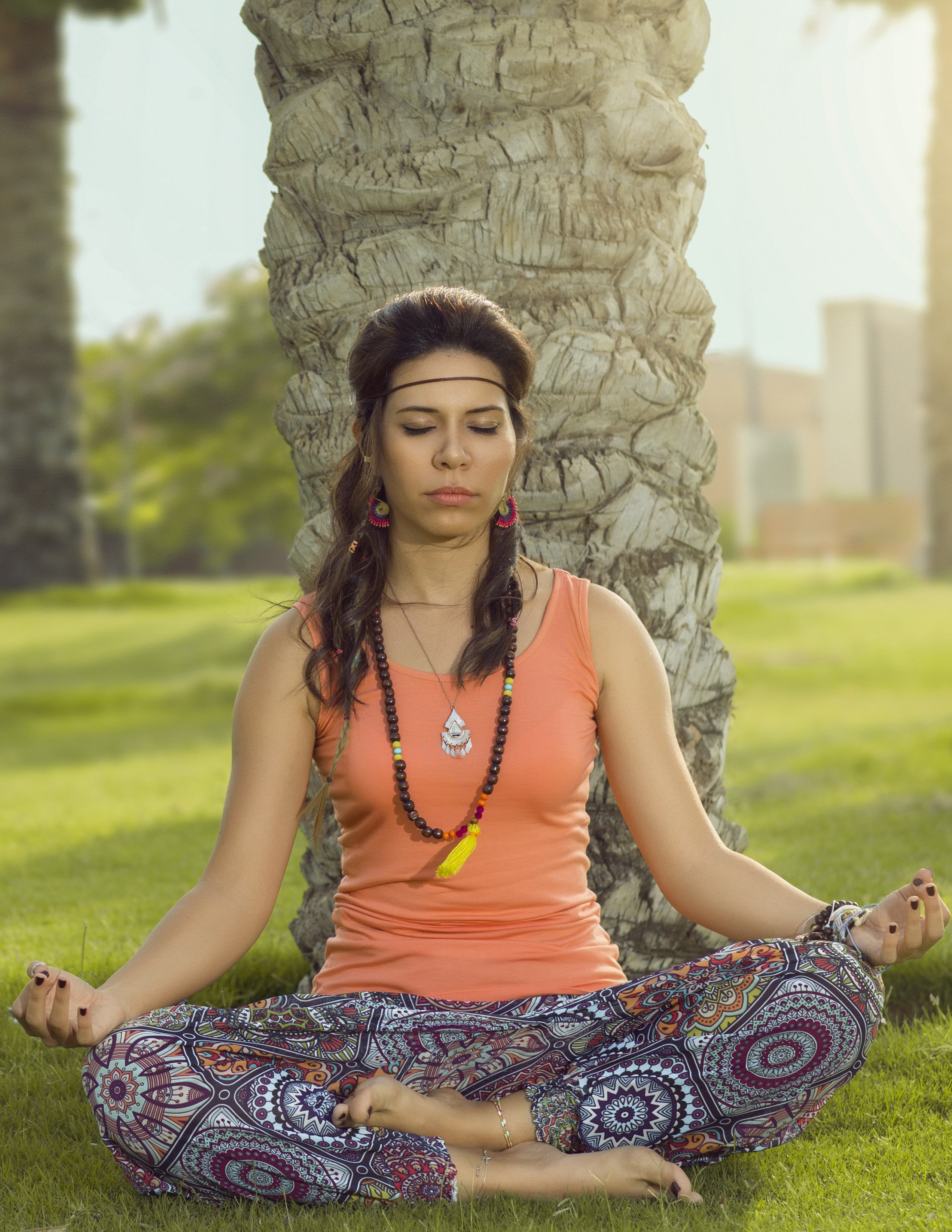
Pratique de la vision pénétrante en méditation

La vision pénétrante est une pratique liée à la méditation. 

## Origine
En Occident, la vision pénétrante est associée comme composante de la méditation de pleine conscience ou insight, et en psychologie comme processus d'acceptation et de compréhension de soi.

## La pratique
La pratique de la vision pénétrante se fait généralement en combinaison avec d'autres techniques de méditation, telles que la concentration et la contemplation. Elle peut être développée progressivement à travers une pratique régulière et soutenue, sous les conseils possibles d'un enseignant expérimenté ou de méditations guidées enregistrées.
La méditation de pleine conscience permet d'abord de calmer l'esprit en étant focalisé sur la respiration, ou un autre objet de concentration, tel que les bruits environnants, ou les sensations physiques dans le corps. Cette étape est primordiale pour démarrer la pratique de la vision pénétrante. Cela peut nécessiter un entrainement pour parvenir laisser le mental dans un état calme pendant un long moment, sans être parasité par des pensées ou émotions diverses traversant l'esprit. Cette première étape est souvent appelée le "calme stable".
Une fois que le mental est dans un état de calme et parfaitement détendu, il est possible d'ouvrir un nouveau mode d'observation. Dans le concept de la vision pénétrante, il est stipulé que ce qui nous entoure et que nous percevons n'est qu'une représentation mentale de notre cerveau, avec cette compréhension nous pouvons plus facilement nous représenter les situations stressantes ou difficiles sans être perturbé par des émotions ou l'agitation mentale. Les principales sources de stress ou colère, ou orgueil sont dominées par les perturbations mentales qui sont créées par notre propre conscience et poussent les personnes à agir d'une mauvaise manière ou avoir des comportements non vertueux. La pratique de la vision pénétrante permet de voir l'origine des choses, et de les accepter, sans ressentir le besoin d'avoir un jugement personnel, et donc à terme permet de se détacher des mauvaises habitudes, pour développer alors des qualités tel que la compassion, l'humilité, la patience.

### Articles liés
Vipassanā - Samatha - Bodhicaryāvatāra - Mahamudra - Alain Durel - Ajahn Chah

### Ouvrages
Vipassana, la vision pénétrante, Alain Durel, Du Relie Eds, 2021
Meditation: The Buddhist Art of Tranquility and Insight. Kamalashila, Windhorse Publications, Birmingham, 1996.
Les Moines de la Forêt, chapitre 2 La clarté de la vision pénétrante, Ajahn Chah, Les Éditions du Refuge, 2008